# جستجو برای کملوت
جستجو برای کملوت (انگلیسی: Quest for Camelot) انیمیشنی در سبک فانتزی و موزیکال است که در سال ۱۹۹۸ منتشر شد.

## صداپیشگان
- جسلین گیلسیگ
- کری الویس
- جین سیمور
- گری الدمن
- دان ریکلس
- پیرس برازنان
- برانسون پینچوت
- گابریل بیرن
- جان گیلگد
- فرانک ولکر